# Rivalité Notre Dame-Stanford
La rivalité Notre Dame-Stanford est une rivalité de football américain universitaire entre l'équipe du Fighting Irish de l'université de Notre-Dame-du-Lac basée à South Bend dans l'Indiana et le Cardinal de l'université Stanford basée à Stanford en Californie.
Les deux programmes se sont rencontrés pour la première fois en 1935 et la série compte actuellement 38 matchs. Le match s'est joué chaque année depuis la saison 1997. Depuis la saison 1999, les équipes se rencontrant au Notre Dame Stadium plus tôt dans la saison (fin septembre à mi-octobre) les années paires, et au Stanford Stadium le week-end suivant Thanksgiving les années impaires. Le match alterne généralement les positions dans le calendrier de Notre Dame avec son autre ancien adversaire de la Pac-12, les Trojans de l'USC.

## Histoire
La série débute le 1er janvier 1925 (fin de la saison 1924) lorsque les Four Horsemen de Notre Dame (en) et leur entraîneur principal Knute Rockne affrontent le fullback Ernie Nevers (en) de Stanford et leur entraîneur principal Pop Warner (en) à l'occasion du Rose Bowl 1925,,. La victoire 27-10 de Notre Dame lui permet de remporter son tout premier titre national, le premier des quatre titres nationaux obtenus grâce à des victoires en bowl
Après cette première rencontre, les deux programmes ne se sont plus affrontées avant 1942 et par la suite seulement en 1963 et 1964. Ces quatre matchs sont les seuls à avoir été joués avant le début de la « série moderne ». Notre Dame et Stanford se sont rencontré chaque année depuis 1988, à l'exception des saisons 1995 et 1996 ainsi que celle de 2020, la Conférence Pac-12 ayant décidé d'annuler tous les matchs hors conférence en raison de la pandémie de Covid-19.

## Trophée
Le gagnant du match remporte le Legends Trophy, un bol en cristal irlandais de Dublin reposant sur une base en séquoia de Californie,,. Le trophée a été présenté pour la première fois en 1989 par le Notre Dame Club de la région de la baie de San Francisco,,. Il a été reconditionné en 2014 pour permettre l'affichage de plus de 20 autres plaques de score de matchs futurs et pour honorer le 90e anniversaire de la première rencontre entre les deux équipes lors du Rose Bowl 1925.

## Palmarès
Le classement des équipes dans les tableaux ci-dessous est celui de l'Associated Press avant la saison 2014 et celui du comité du College Football Playoff depuis 2014.
Les victoires de Notre Dame en 2012 et 2013 ont été annulées par la NCAA le 22 novembre 2016, après que la NCAA ait constaté qu'un étudiant-entraîneur avait commis une faute académique envers deux joueurs de football américain et fourni à six autres joueurs des avantages académiques supplémentaires inadmissibles. La NCAA a également rejeté l'appel de Notre Dame le 13 février 2018. Ces victoires ne sont pas incluses dans le bilan historique de Notre Dame, ni dans le bilan de la série, (voir Wikipedia:WikiProject College football/Vacated victories (en) pour une explication de la façon dont les victoires annulées sont enregistrées),.
| 24 victoires pour Notre Dame   | 14 victoires pour Stanford         | 1 résultat annulé par la NCAA      |                                    |
| Plus large victoire            | Notre Dame, 57–7 (2003)            | Notre Dame, 57–7 (2003)            | Notre Dame, 57–7 (2003)            |
| Plus longue série de victoires | Notre Dame, 7 (2002–2008)          | Notre Dame, 7 (2002–2008)          | Notre Dame, 7 (2002–2008)          |
| Série en cours sans défaite    | Notre Dame, 2 (depuis 2023)        | Notre Dame, 2 (depuis 2023)        | Notre Dame, 2 (depuis 2023)        |
| Legend Trophy                  | Notre Dame, 21 (60,6) Stanford, 13 | Notre Dame, 21 (60,6) Stanford, 13 | Notre Dame, 21 (60,6) Stanford, 13 |

| N° | Date             | Lieu       | Vainqueur      | Score |
| -- | ---------------- | ---------- | -------------- | ----- |
| 01 | 1er janvier 1925 | Pasadena   | Notre Dame     | 27–10 |
| 02 | 10 octobre 1942  | Notre Dame | Notre Dame     | 27–0  |
| 03 | 26 octobre 1963  | Stanford   | Stanford       | 24–14 |
| 04 | 24 octobre 1964  | Notre Dame | #2 Notre Dame  | 28–06 |
| 05 | 1er octobre 1988 | Notre Dame | #5 Notre Dame  | 42–14 |
| 06 | 7 octobre 1989   | Stanford   | #1 Notre Dame  | 27–17 |
| 07 | 6 octobre 1990   | Notre Dame | Stanford       | 36–31 |
| 08 | 5 octobre 1991   | Stanford   | #8 Notre Dame  | 42–26 |
| 09 | 3 octobre 1992   | Notre Dame | #18 Stanford   | 33–16 |
| 10 | 2 octobre 1993   | Stanford   | #4 Notre Dame  | 48–20 |
| 11 | 1er octobre 1994 | Notre Dame | #8 Notre Dame  | 34–15 |
| 12 | 4 octobre 1997   | Stanford   | #19 Stanford   | 33–15 |
| 13 | 3 octobre 1998   | Notre Dame | #23 Notre Dame | 35–17 |
| 14 | 27 novembre 1999 | Stanford   | Stanford       | 40–37 |
| 15 | 7 octobre 2000   | Notre Dame | #25 Notre Dame | 20–14 |
| 16 | 24 octobre 2001  | Stanford   | #13 Stanford   | 17–13 |
| 17 | 5 octobre 2002   | Notre Dame | #9 Notre Dame  | 31–07 |
| 18 | 29 novembre 2003 | Stanford   | Notre Dame     | 57–07 |
| 19 | 9 octobre 2004   | Notre Dame | Notre Dame     | 23–15 |
| 20 | 26 novembre 2005 | Stanford   | Notre Dame     | 38–03 |

| N° | Date              | Lieu       | Vainqueur      | Score  |
| -- | ----------------- | ---------- | -------------- | ------ |
| 21 | 7 octobre 2006    | Notre Dame | #12 Notre Dame | 31–10  |
| 22 | 24 novembre 2007  | Stanford   | Notre Dame     | 21–14  |
| 23 | 4 octobre 2008    | Notre Dame | Notre Dame     | 28–21  |
| 24 | 28 novembre 2009  | Stanford   | Stanford       | 45–38  |
| 25 | 25 septembre 2010 | Notre Dame | #16 Stanford   | 37–14  |
| 26 | 26 novembre 2011  | Stanford   | #4 Stanford    | 28–14  |
| 27 | 13 octobre 2012   | Notre Dame | #7 Notre Dame  | 20PR13 |
| 28 | 30 novembre 2013  | Stanford   | #8 Stanford    | 27–20  |
| 29 | 4 octobre 2014    | Notre Dame | #9 Notre Dame  | 17–14  |
| 30 | 28 novembre 2015  | Stanford   | #13 Stanford   | 38–36  |
| 31 | 15 octobre 2016   | Notre Dame | Stanford       | 17–10  |
| 32 | 25 novembre 2017  | Stanford   | #20 Stanford   | 38–20  |
| 33 | 29 septembre 2018 | Notre Dame | #8 Notre Dame  | 38–17  |
| 34 | 30 novembre 2019  | Stanford   | #16 Notre Dame | 45–24  |
| 35 | 27 novembre 2021  | Stanford   | #6 Notre Dame  | 45–14  |
| 36 | 15 octobre 2022   | Notre Dame | Stanford       | 16–14  |
| 37 | 25 novembre 2023  | Stanford   | #18 Notre Dame | 56–23  |
| 38 | 12 octobre 2024   | Notre Dame | #11 Notre Dame | 49–07  |

1. ↑  Les victoires de Notre Dame de 2012 ont été annulées par la NCAA[9]

## Galerie

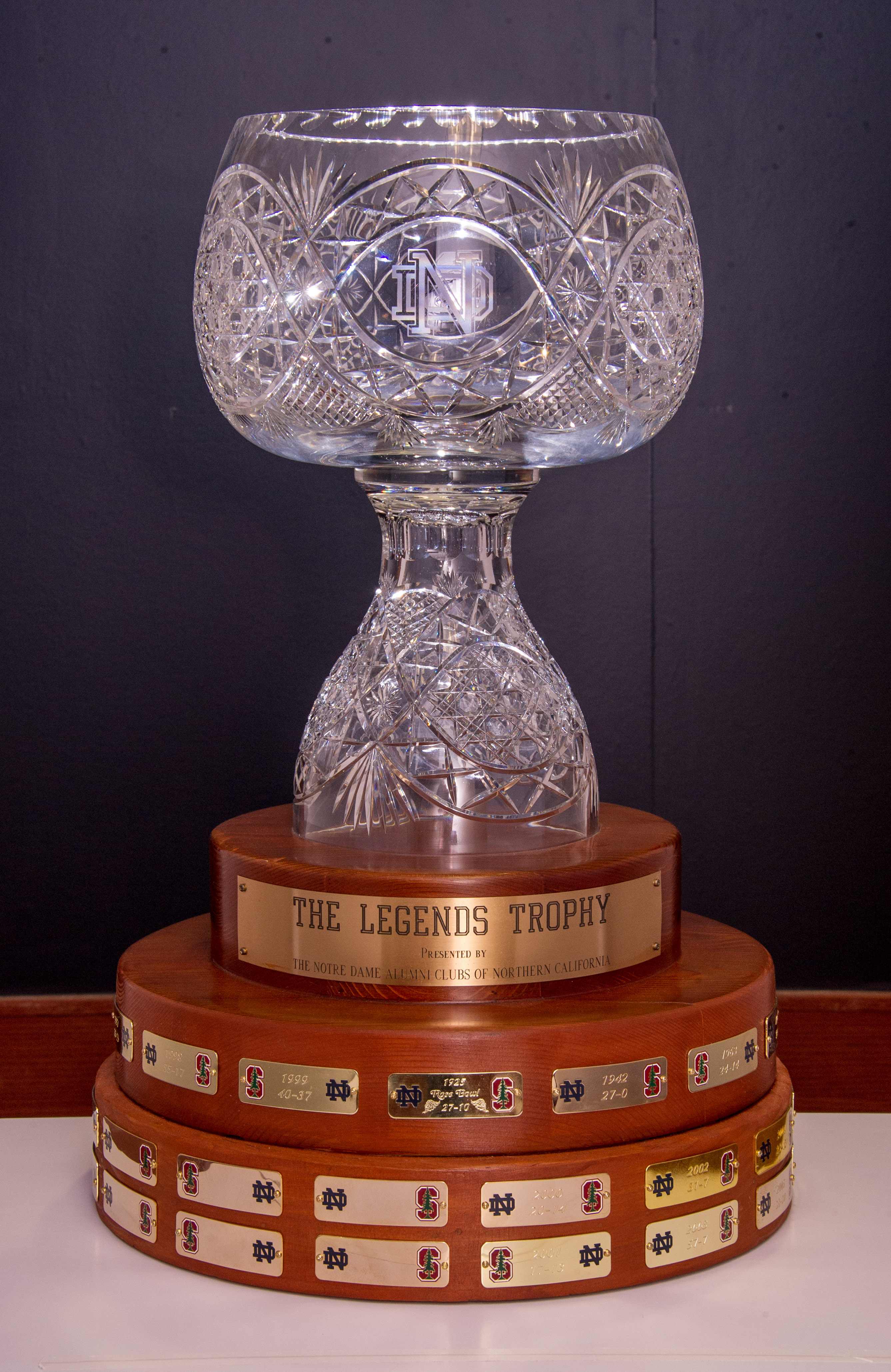
Le Legends Trophy décerné au vainqueur du match annuel de rivalité.
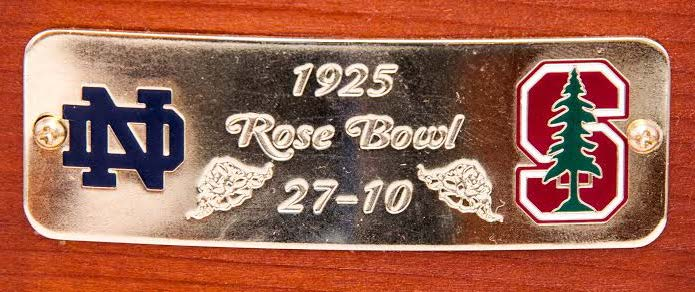
Gros plan sur la nouvelle plaque de score du Rose Bowl 1925.
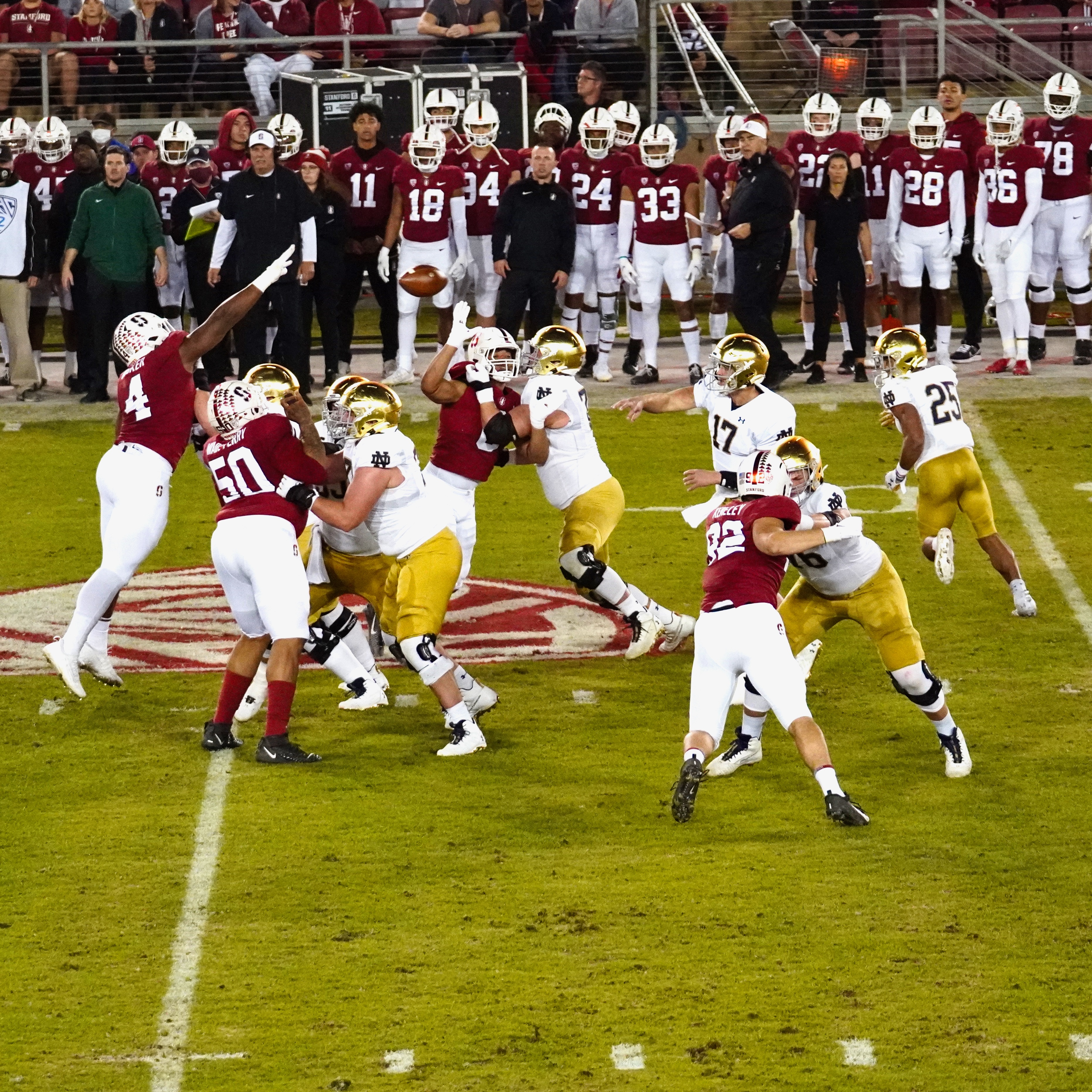
Match joué en 2021.

## Articles annexes
- Liste des matchs de rivalité en football américain universitaire de la NCAA